# Мініатюрист (мінісеріал)
«Мініатюрист» (англ. The Miniaturist) — це мінісеріал 2017го року, телеадаптація каналом BBC однойменного дебютного роману Джессі Бертон. Над серіалом працювали режисер Гіллем Моралес та зірки кіно Аня Тейлор-Джой, Ромола Гарай та Алекс Гасселл. Дебютний показ відбувався у двох частинах з 26 по 27 грудня 2017 року на BBC One. У Сполучених Штатах він виходив у трьох частинах з 9 по 27 вересня 2018 року на каналі PBS.

## Сюжет
Події відбуваються у Нідерландах 17 століття. Молода дівчина Петронелла «Нелла» Ортман переїжджає в новий дім у Амстердамі, який її новий чоловік Йоганнес ділить зі своєю сестрою Марін та їх двома слугами Отто та Корнелією. По приїзду вона отримує холодне прийняття від Марін, та байдуже — від Йоганнеса. Чоловік дарує їй загадковий комод з дев'ятьма кімнатами як весільний подарунок.
Нелла пише мініатюристу, щоб замовити лише три предмети, та через деякий час вона отримує ще кілька предметів, котрих не замовляла. Нелла здивована, що кожна посилка має таємничу нотатку разом із тим, як вона отримує ляльок членів свого будинку, роблячи комод схожим на будинок, в якому вони живуть.
Йоганнес має угоду про продаж цукру Франса. Однак виявляється, що Йоганнес перебуває у давніх стосунках із содомітом Джеком, цю таємницю Марін намагається приховати, щоб його не покарало правління Амстердаму. Джек намагається напасти на Марін, але отримує поранення від Отто. Франс подає скаргу, що Йоганнес намагався вбити Джека і змусив Джека мати з ним стосунки, а також звинув Йоганнеса в даванні хабаря. Йоганнес намагається втекти, але його заарештовують і саджають до в'язниці, тож присяжні вирішують його долю.
Тим часом Марін дізнається, що вагітна. З її слів вона була закохана у Франса ще до того, як він одружився з Агнес, проте сама Марин відхилила пропозицію Франса, але Франс виступає проти Йоганнеса, думаючи, що це він відхилив пропозицію. Марін помирає від болю під час пологів, і дитина виявляється дочкою Отто. Нелла намагається продати цукор пекареві, який був другом Корнелії, і підкуповує деяких людей, щоб вона могла таємно поховати Марин та врятувати свого чоловіка від фальшивих звинувачень, висунутих проти нього, але Йоганнес засуджений до смерті втопленням у морі лише за звинуваченням, що він содоміт.
Нелла знаходить мініатюриста, яка була тією ж дівчиною, що слідкувала за нею, але зникає, коли Нелла намагається наздогнати її. Нелла запитує її, як вона знала, що буде в родині Брандта, але мініатюристка не має відповіді на цю таємницю.
- Аня Тейлор-Джой у ролі Петронелли «Нелли» Брандт, дружини Йоганнеса
- Ромола Гарай у ролі Марин Брандт, сестри Йоганнеса
- Алекс Хасселл у ролі Йоганнеса Брандта, торговця, який продає цукор
- Хейлі Сквайрс у ролі Корнелії, слуги Йоганнеса
- Паапа Ессіду в ролі Отто, слуги Йоганнеса
- Емілі Беррінгтон у ролі мініатюристки
- Джеффрі Стрітфілд у ролі Франса Меерманса, бізнесмена, «старого» друга Йоганнеса та колишнього нареченого Марин
- Ейслін Макгукін у ролі Агнес Меерманс, дружини Франса, яка вклала гроші в цукор

Крім того, Зіггі Хіт виконує роль Джека Філіпса.

## Виробництво
Серіал знімали в Нідерландах, Лейден виступав як Амстердам 17 століття.